# Гиллис, Дэниел
Дэ́ниел Ги́ллис (англ. Daniel Gillies, род. 14 марта 1976, Виннипег, Манитоба, Канада) — канадский актёр, наиболее известный благодаря роли Элайджи Майклсона в телесериалах «Дневники вампира» и «Древние».

## Ранние годы
Дэниел Гиллис родился в городе Виннипег, провинция Манитоба, Канада. Всё своё детство и юность будущий актёр провёл в Новой Зеландии. Несмотря на то, что его отец был педиатром, и был вовсе не против, чтобы сын пошёл по его стопам, Дэниел решил стать актёром.

## Карьера
В Новой Зеландии Гиллис снялся в сериале «Защитник» (2002—2003). Вскоре он переехал в Австралию, чтобы принять участие в новом проекте. Фильм оказался неудачным, Дэниел не увидел перспективы развития своей карьеры в Австралии и решил уехать в США. Перед поездкой в Штаты он ненадолго заехал на свою родину — Канаду.
Вернувшись в Лос-Анджелес, Дэниел начал активно искать работу и вскоре получил второстепенную, но яркую роль космонавта Джона Джеймсона в блокбастере 2004 года «Человек-паук 2» — после выхода картины в прокат его карьера стремительно пошла вверх. Как отметили критики, актёр сыграл великолепно. Несмотря на то, что он впервые получил такую крупную роль, Дэниел вёл себя очень уверенно, словно у него был большой опыт работы в кино. Следует также отметить участие актёра в музыкальной комедии «Невеста и предрассудки», сюжет которой основан на романе Джейн Остин «Гордость и предубеждение».
В 2007 году актёр снялся в нашумевшем триллере «Похищение». Затем последовали роли в «Не столкнись со звездами», сериале «Настоящая кровь», «Дневники вампира», где актёр исполнил роль Древнего вампира, Элайджи. Также Дэниел снял и сыграл главную роль в фильме «Разрушенное королевство». В 2011 году актёр прошёл прослушивание в новый сериал «В надежде на спасение», где получил одну из главных ролей. Пилотная серия сериала вышла 8 июня 2012 года на канале NBC.

## Личная жизнь
В 2004 году Гиллис женился на актрисе Рэйчел Ли Кук после менее года отношений. У супругов есть дочь Шарлотта Истон Гиллис (род. 28.09.2013) и сын Теодор Виго Салливан Гиллис (род. 4.04.2015).
13 июня 2019 года Рэйчел и Дэниел объявили в своих Instagram-аккаунтах об обоюдном решении развестись. В начале 2021 года стало известно, что Дэниел состоит в отношениях с виолончелисткой Джулией Мисаки.

## Фильмография
| Год       |    | Русское название              | Оригинальное название                      | Роль                    |
| --------- | -- | ----------------------------- | ------------------------------------------ | ----------------------- |
| 1998      | с  | Молодость Геракла             | Young Hercules                             | Антос, придворный певец |
| 1998      | ф  | Солдатская любовь             | A Soldier's Sweetheart                     | Врач                    |
| 2000      | с  | Клеопатра 2525                | Cleopatra 2525                             | Симпатичный парень      |
| 2000      | с  | Защитник                      | Street Legal                               | Тим О'Коннор            |
| 2001      | ф  | Никто тебя не слышит          | No One Can Hear You                        | Дирк Меткалф            |
| 2002      | ф  | Разные ракурсы                | Various Positions                          | Марсель                 |
| 2002      | с  | Менторы                       | Mentors                                    | Король Артур            |
| 2002      | с  | Иеремия                       | Jeremiah                                   | Саймон                  |
| 2002      | ф  | Снежная королева              | Snow Queen                                 | Дэлфонт Чалфонт         |
| 2004      | ф  | Человек-паук 2                | Spider-Man 2                               | Джон Джеймсон           |
| 2004      | ф  | Дьявол возвращается           | Trespassing                                | Марк                    |
| 2004      | ф  | Невеста и предрассудки        | Bride & Prejudice                          | Джонни Уикман           |
| 2005      | с  | На Запад                      | Into the West                              | Итан Биггз              |
| 2005      | с  | Мастера ужасов                | Masters of Horror                          | Джек Миллер             |
| 2006      | ф  | Ощущение видения              | The Sensation of Sight                     | Дилан                   |
| 2007      | ф  | Похищение                     | Captivity                                  | Гэри Декстер            |
| 2007      | ф  | Вопрос жизни и смерти         | Matters of Life and Death                  | Джимми                  |
| 2008      | ф  | Не столкнись со звездами      | Uncross the Stars                          | Трой                    |
| 2010      | с  | Болота                        | The Glades                                 | Дэйв Роллинс            |
| 2010      | с  | Настоящая кровь               | True Blood                                 | Джон                    |
| 2010      | с  | Морская полиция: Спецотдел    | NCIS: Naval Criminal Investigative Service | Питер Маллой            |
| 2010—2014 | с  | Дневники вампира              | The Vampire Diaries                        | Элайджа Майклсон        |
| 2012      | ф  | Разрушенное королевство       | Broken Kingdom                             | Джейсон 80              |
| 2012—2015 | с  | В надежде на спасение         | Saving Hope                                | Доктор Джоэль Горан     |
| 2013—2018 | с  | Древние                       | The Originals                              | Элайджа Майклсон        |
| 2017      | с  | Спецназ                       | SEAL Team                                  | Нэйт Мэсси              |
| 2017      | тф | Пропавшая жена Роберта Дерста | The Lost Wife of Robert Durst              | Роберт Дерст            |
| 2020      | тф | Оккупация: миссия «Дождь»     | Occupation: Rainfall                       | Командир Хейс           |